# Areopago (tribunale)
La Corte suprema civile e penale, nota semplicemente come Areopago (in greco Άρειος Πάγος?, Areios Pagos) è la corte suprema della Grecia in materia di diritto civile e penale. Insieme a Consiglio di Stato e Corte dei conti è una delle tre supreme corti del sistema giudiziario greco.
Il suo nome deriva dall'antico tribunale di Atene chiamato Areopago.